# Cadenas de amargura
Cadenas de amargura (lit. Correntes de Amargura) é uma telenovela mexicana produzida pela Televisa e exibida entre 7 de janeiro e 26 de abril de 1991, substituindo Alcanzar una estrella e Mi pequeña Soledad, e antecedendo Milagro y magia. Se trata de uma trama original, escrita por María del Carmen Peña e José Cuauhtémoc Blanco. 
Foi protagonizada por Daniela Castro e Raúl Araiza, com as atuações estrelares de Delia Casanova, Tina Romero, Raymundo Capetillo e Fernando Luján e antagonizada por Hilda Aguirre, Alexis Ayala, Cynthia Klitbo e Diana Bracho.

## Enredo

### Primeira fase
Roberto e Elsa são um casal que vivem em Guanajuato. Eles tem uma filha de 8 anos chamada Cecília. Roberto é irmão de Evangelina e Natália. Esta última se dá bem com Elsa, mas Evangelina não. Ambos moram um perto do outro. A pequena Cecília se dá muito bem com Natália e ela a ama como se fosse sua mãe. Já de Evangelina, a menina tem medo. Um certo dia, Roberto e Elsa decidem fazer uma viagem pra capital do país. Lá ficam alguns dias, porém preocupados com Cecília, eles decidem voltar antes do previsto. Durante o caminho de volta, eles sofrem um grave acidente e morrem. 
Depois desse acidente, a pequena Cecilia vai morar com suas tias Evangelina e Natalia. Evangelina a matricula num colégio religioso e se encarga da educação da menina, não permitindo que Natália interfira em nada.

### Segunda fase
Cecilia cresce e está prestes a completar 18 anos. Agora sua melhor amiga é Sofia sua vizinha, que a incita ser como qualquer outra garota, mas Evangelina sempre tem o cuidado de evitar que Cecilia se diverta ou vá para algum lugar. Enquanto isso, Natalia não faz mais que ver como Cecilia sofre, porque ela também teme o caráter forte de Evangelina. 
Mesmo Sofia lastimando o tratamento que Evangelina dá a Cecilia, esta última parece estar mais do que acostumada. Enquanto isso Sofia sofre pelo abandono de seu pai, que fugiu com outra mulher. Ela e sua mãe Martha são mal vistas por Evangelina, que sempre tem desacreditado com os vizinhos. 
Sofia e Cecilia recebem a chegada do amor. Sofia se apaixona por Gerardo, um rapaz nobre e bom que acabou de terminar seus estudos e começar a trabalhar em uma loja de doces, pois não aceita trabalhar com seu pai, que é dono de uma fábrica de cerâmica. Enquanto isso, Cecilia conhece Joaquin, um jovem contador e amigo de Gerardo que trabalha com ele na loja de doces, e se apaixona por Cecília. Agora Cecília começar a pensar sobre o que ele quer fazer em sua vida e começa a buscar universidades pensando que a herança de seu pai será o suficiente. Joaquín está apaixonado por Cecília, mas ela, apesar de não sentir o mesmo por ele, aceita o namoro
Evangelina descobre o namoro secreto de Cecilia e decide acabar com a felicidade de sua sobrinha. Na noite em que Joaquin pede a mão de Cecília, Evangelina o envenena e termina com as ilusões de Cecilia em fazer a vida longe da casa de sua tia e da casa em que ela é considerada prisioneira. 
Cecilia abriga sua dor nos estudos, mas Evangelina mente para sua sobrinha, dizendo-lhe que seu pai não deixou nada, pois tudo foi usado para pagar as dívidas que ele deixou. Natalia descobre a verdade sobre a sua herança do seu irmão, mas Evangelina tenta matá-la empurrando-a escada abaixo e deixando-a gravemente ferida. Enquanto Natalia está à beira da morte vem à paróquia local o padre Julio. Gerardo pouco a pouco descobre que realmente está apaixonado por Cecilia e quando ele se confessa, ambos concordam amar em segredo para não machucar Sofia. 
Julio é o homem por trás da história de Vizcaíno, pois antes de ser sacerdote , ele foi noivo de Natalia. Porém Evangelina se encarregou de separá-los, fazendo Julio acreditar que Natalia havia se casado com outro homem. E por sua vez, Evangelina fez Natalia acreditar que Julio tinha morrido, mandando um telegrama anônimo notificando a notícia. Quando Julio retornou, recebeu a notícia de que Natalia se casou e decide sair do México. Em sua dor, ele decideu retirar-se para um seminário, longe da dor que lhe traz Guanajuato. Natalia ficou grávida e seguindo o conselho de Evangelina, entregou sua filha a seu irmão e sua cunhada, porque ela não podia ter filhos. Essa menina era Cecília. 
A presença de Julio é o principal gatilho para quebrar o ódio e amargura de Evangelina, que depois de assassinar Natalia, busca agora romper a felicidade de Cecília, que depois de conhecer o amor com Gerardo pretende ser feliz ao seu lado, sem saber os planos de Evangelina.

## Elenco
- Daniela Castro - Cecilia Vizcaíno Robles
- Raúl Araiza - Gerardo Garza Osuna
- Diana Bracho - Evangelina Vizcaíno Lara
- Delia Casanova - Natalia Vizcaíno Lara
- Fernando Luján - Padre Julio
- Cynthia Klitbo - Sofía Gastelum Fernández
- Tina Romero - Martha Fernández
- Hilda Aguirre - Elena Osuna de Garza
- Raymundo Capetillo - Renato Garza
- Alexis Ayala - Víctor Medina Blanco
- Aurora Molina - Jovita
- Raúl Magaña - Joaquín de la Peña Barraza
- Gilberto Román - Manuel Alejo
- Marcela Páez - Hermana Angélica Sepúlveda
- Raquel Pankowsky - Inés Blancarte
- Tiaré Scanda - Liliana Ayala
- Jorge Salinas - Roberto Herrera
- Juan Carlos Colombo - Armando Gastelum
- Cecilia Romo - Madre Superiora
- Miguel Córcega - Padre José María
- Bolivar Hack - Roberto Vizcaíno Lara
- Ivette Proal - Elsa Robles de Vizcaíno
- Roberto Montiel - Felipe Andrade
- Luis Cárdenas - Salvador de la Peña
- Marta Resnikoff - Rosa Barraza de De la Peña
- Gloria Izaguirre - Carmelita Ríos
- Rosa Elena Díaz - Sra. Cuéllar
- Mercedes Gironella - Hermana Lucero
- Margarita Ambriz - Toña
- Graciela Bernardos - Lupita
- Jacqueline Munguía - Imelda
- María Dolores Oliva - Rita
- Arturo Paulet - Dr. García
- Alejandra Jurado - Irene
- Toni Rodríguez - Monja
- Dacia Arcaráz - Monja
- Karen Beatriz - Cecilia Vizcaíno (jovem)
- Priscila Reyes - Sofía Gastelum (jovem)

## Exibição
Foi reprisada pela primeira vez pelo canal TLNovelas entre 26 de outubro de 1998 a 12 de fevereiro de 1999.
Foi reprisada pela segunda vez pelo TLNovelas entre 31 de outubro de 2011 e 17 de fevereiro de 2012, substituindo Nunca te olvidaré e sendo substituida por Huracán. 

## Prêmios e indicações

### Prêmio TVyNovelas de 1992
| Categoria                 | Nominado(a)         | Resultado |
| ------------------------- | ------------------- | --------- |
| Melhor telenovela         | Carlos Sotomayor    | Vencedor  |
| Melhor atriz protagonista | Diana Bracho        | Vencedora |
| Melhor atriz antagonista  | Cynthia Klitbo      | Vencedora |
| Melhor atriz principal    | Aurora Molina       | Indicada  |
| Melhor ator principal     | Fernando Luján      | Indicada  |
| Melhor atriz coadjuvante  | Tina Romero         | Indicada  |
| Melhor atriz coadjuvante  | Delia Casanova      | Indicada  |
| Melhor ator coadjuvante   | Raymundo Capetillo  | Indicado  |
| Revelação feminina        | Marcela Páez        | Indicada  |
| Melhor atriz juvenil      | Daniela Castro      | Vencedora |
| Melhor ator juvenil       | Raúl Araiza Herrera | Vencedor  |
| Melhor direção de câmeras | Carlos Guerra       | Vencedor  |
| Melhor direção de cena    | Luis Vélez          | Vencedor  |